# زنمردة

حح وححت اسمان، مذكر ومؤنث، لتصور إلهي زنمردي في الأجدود.

الزنمردة [تأثيل] أو خنثى (androgyny) ويقصد بها الفرد الذي يظهر الصفات التناسلية الذكرية والأنثوية.

## تاريخ

### تأثيل
زنمردة معربة زَنْ مَرد الفارسية وأصل معناها «امرأة رجل». استعمل كلمة الزنمردة لأول مرة أبو نواس في أشعاره، وكذلك شاعر كان يسمى ابن يسار الكواعب. يرادف تلك الكلمة باليوناني مصطلح أندروجونوس؛ ἀνδρόγυνος ذو التركيب المماثل: من أَنير؛ ἀνήρ أي الرجل وجوني؛ γυνή بمعنى المراة، والذي روم وانتقل إلى لغات أخرى كثيرة.

## حواش
1. 1 2 3  نزار مصطفى الملاح (د.ت.)، معجم الملاح في مصطلحات علم الحشرات (بالعربية والإنجليزية)، الموصل: جامعة الموصل، ص. 54، QID:Q118929029 {{استشهاد}}: تحقق من التاريخ في: |publication-date= (مساعدة)
2. ↑  ابن منظور، ص. 343
3. 1 2  أدي شير، ص. 81
4. ↑  لغت نامه دهخدا نسخة محفوظة 07 سبتمبر 2011 على موقع واي باك مشين.
5. ↑  مقومات عمود الشعر الأسلوبية[وصلة مكسورة] "نسخة مؤرشفة". مؤرشف من الأصل في 2022-01-30. اطلع عليه بتاريخ 2022-03-04.{{استشهاد ويب}}:  صيانة الاستشهاد: BOT: original URL status unknown (link)
6. ↑  الزمخشري (1962). المستقصى في أمثال العرب. ص. 116. مؤرشف من الأصل في 2021-02-23. اطلع عليه بتاريخ 2021-02-23.